# Eleutherascus tuberculatus
Eleutherascus tuberculatus är en svampart som beskrevs av Samson & Luiten 1975. Eleutherascus tuberculatus ingår i släktet Eleutherascus och familjen Ascodesmidaceae.   Inga underarter finns listade i Catalogue of Life.